# Brezovski potok
Brézovski potok (tudi Pečarovski potok, Šalamenski potok) je levi pritok Ledave v osrednjem delu Prekmurja. Izvira v gričevnatem svetu osrednjega Goričkega zahodno od vasi Mačkovci in teče proti jugu, sprva skozi gozd, kjer se vanj stekajo številni manjši potoki. Dolina se kmalu nekoliko razširi, nekaj kilometrov dolvodno je v dnu doline ob potoku razložena vas Pečarovci. Od tu naprej je dolinsko dno ob potoku še širše, večinoma travniki ter njive, pri vasi Šalamenci pa potok zapusti gričevnat svet in vstopi v prekmursko ravnino. Po njej teče večinoma proti jugu skozi vas Brezovci, nato pa se južno od Predanovcev izliva v Ledavo.
V zgornjem in srednjem toku je potok ohranjen v naravnem stanju in teče po vijugasti strugi, obdani z gostim obvodnim rastjem ter mokrotnimi logi in travniki, ki predstavljajo biološko pomembne habitate. Skozi Pečarovce in od Brezovca dolvodno do izliva je bila struga potoka spremenjena v umetni kanal z golimi brežinami in malo življenja v preoblikovani strugi. V povirju potoka so na pobočjih vinogradi kmetijskega posestva Marof, tik pred izlivom v Ledavo je na desnem bregu manjša čistilna naprava.